# 朝夷奈切通

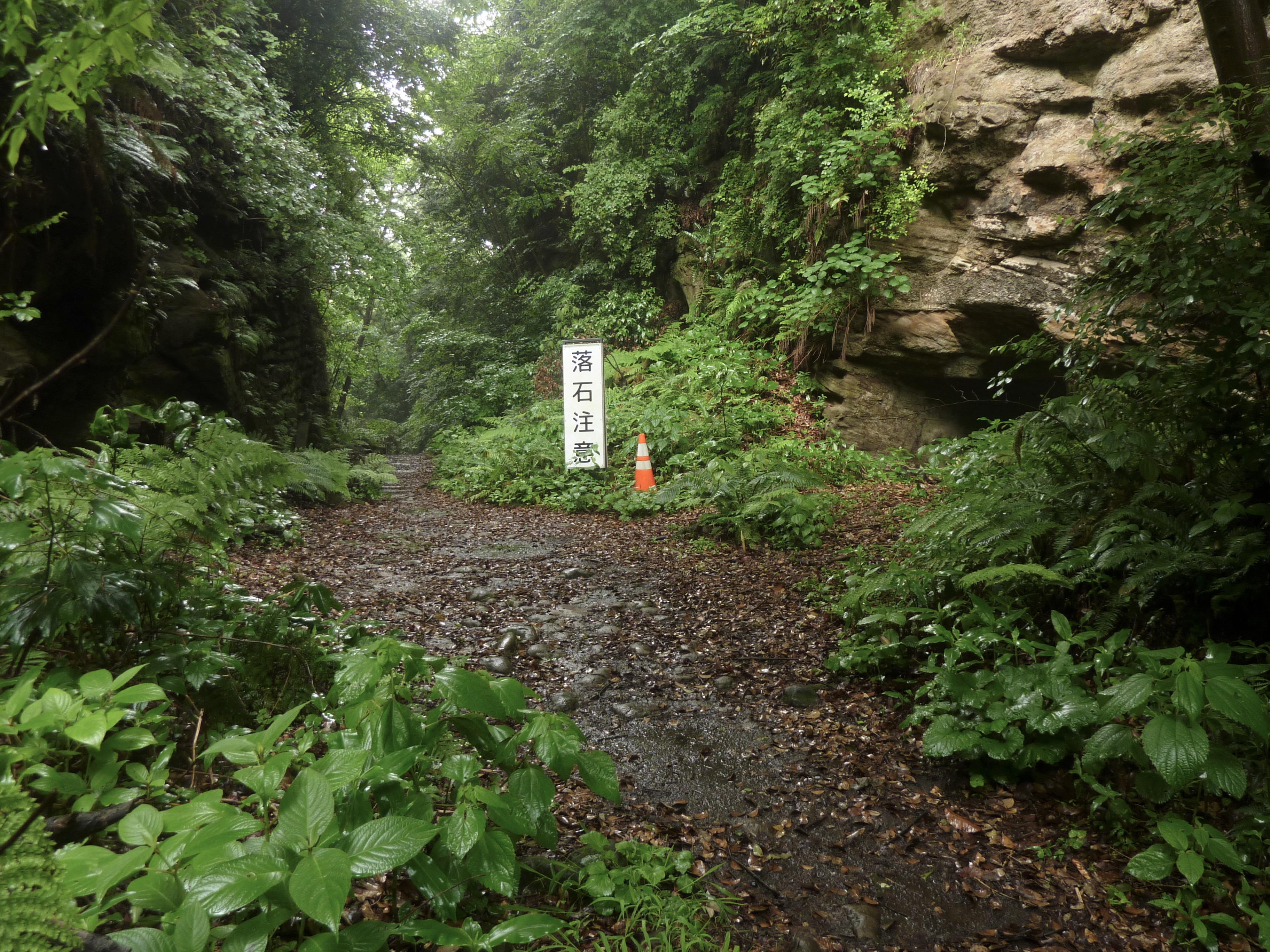
頂上付近を東側（金沢側）から望む（2023年5月13日撮影）。

朝夷奈切通（あさいなきりどおし）は鎌倉七口のひとつで、神奈川県鎌倉市十二所から横浜市金沢区朝比奈町（旧鎌倉郡峠）を結ぶ峠道（切通し）である。国の史跡に指定されている。現行地名に合わせ「朝比奈切通 （し）」（あさひなきりどおし）と表記されることもある。

## 概要
鎌倉時代に造られた鎌倉七口とよばれる里道のひとつで、鎌倉から三浦半島を横断する六浦道（むつらみち）にある切り通しである。六浦道は鎌倉から放射状に延びる鎌倉七口の中では最も長く、三浦半島から東京湾・房総半島へ出るルートにあり、その六浦道の峠道で最大の交通難所にあたる朝夷奈切通は、鎌倉を囲っている周辺の岩山を、幅員約4メートル、高さ10メートル以上ほど切り下げて造られた開削路で、両側には幅30センチメートルの側溝を有する。
歴史書である『吾妻鏡』には、仁治元年（1240年）11月に鎌倉幕府執権、北条泰時が六浦道の改修を評議し、仁治2年（1241年）4月から命により諸将に区間を割り当てて作らせたと伝え、建長2年（1250年）6月には補修工事がおこなわれた。貞享2年（1685年）の地誌『新編鎌倉志』には「朝夷名切通、或ハ比奈ト作ル」と表記がある。それ以前の『玉舟和尚鎌倉記』には峠坂とある。なお、伝説上は豪力で知られた朝夷奈三郎義秀によって一晩で切り開かれたという言い伝えが残る。
水運で房総半島などとつながる鎌倉と六浦津（湊）間の重要な交通路として工事は進めたが、工事が進まないことを憂慮した執権・泰時自ら工事現場に出向き、自らの乗馬で土石を運び着工に寄与したという。その工事以前からこの道筋が存在したかは不明で、現在は公益財団法人鎌倉風致保存会が所有する十二所果樹園のある七曲りの地名のある沢筋から尾根道に上り、熊野神社を通る道筋などのルートのバイパスとして整備されたとする説がある。江戸期の道造供養塔がみられるように『新編相模国風土記稿』などから数度の大規模な改修が確認でき、中世のやぐらの位置からも現在の路面が改修により掘り下げられたようになったことがうかがえる。
峠の頂上付近（現在の鎌倉市と横浜市の市境）の辺りが「大切通し」、それより金沢寄りを「小切通し」と言い、1969年（昭和44年）6月5日に「朝夷奈切通」として国の史跡に指定された。直線的に切り開かれていること、鎌倉側の雨が降ると河道になるような凝灰質泥岩（シルト）、砂岩が露出した路面部分が特徴的である。
朝夷奈（朝比奈）三郎義秀（和田義盛の三男）が一夜にして切り開いたという伝説から朝夷奈（朝比奈）の名前が付いたという。六浦瀬ケ崎に和田山の地名小字が残り、武相国境になっていた尾根道が十二所付近の尾根伝いにつながっていた。さらに沼間（沼浜）や浦郷へ連なる。
北側の国境は現在の切通しをさらに下りた界地蔵とも花立地蔵（花立は各地にある地名で端に立つ、花を供えて拝むという意味の語源から峠や境界の地名となっている）の名もある鼻欠地蔵（身代わり地蔵などの伝説とともに各地にある）付近から、白山道の名もある道沿いに現在の朝比奈町の東側境界線を辿り、途中で釜利谷方面からの道と合流して相武隧道付近の尾根道につながる。
鎌倉周辺にある現在ハイキングコースといわれる道路には、古代以来の生活道路の名残があり、後世に鎌倉七口と名付けられた道以外にも多くの某道（里道）があったことがうかがえる。さらに和田氏の痕跡の可能性がある所として金沢区大道二丁目の大道小学校付近に小字和田があり和田の谷戸の名も伝わる。どちらも六浦を掌握する拠点であった可能性がある。切通し途中にある熊野神社は、鎌倉の鬼門の守り神として建てられたといわれる。切通しに代わる道路として、1956年（昭和31年）切通しの北側に神奈川県道204号金沢鎌倉線（現在こちらが「朝比奈峠」と呼ばれる）が開通したことにより、幹線道路から外れ、歩行者のみが通行できる道となっている。

## 文化財
- 朝夷奈切通 - 国の史跡。1969年（昭和44年）6月5日指定。2003年（平成15年）8月27日には西側出入り口付近の納骨堂跡が追加指定された。1999年（平成11年）度から2000年（平成12年）度にかけて神奈川県教育委員会および鎌倉市教育委員会が実施した、切通周辺部の詳細分布調査、遺構確認のための発掘調査により確認された多数のやぐら群、切岸、削平地等の遺構のうち、旧地形をとどめ、遺構の確認された東西約1.4キロメートル、南北約100〜150メートルの範囲のうち、条件の整った鎌倉市域部分が2007年（平成19年）7月26日に、横浜市域部分が2008年（平成20年）7月28日にそれぞれ追加指定された[6][7]。

## ギャラリー

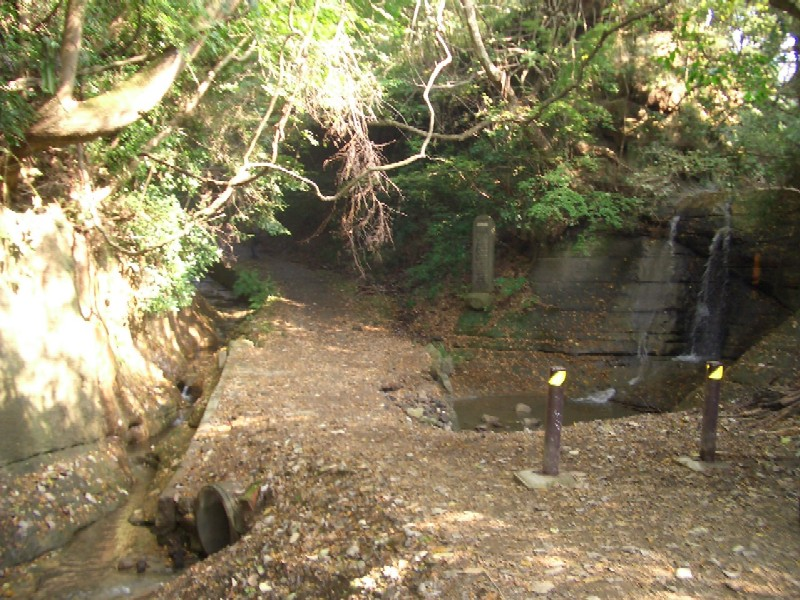
朝夷奈切通西側（鎌倉側）の麓（2004年11月9日撮影）- 画面奥が金沢方面。画面右手、七曲川が滝となって流れ落ちている。
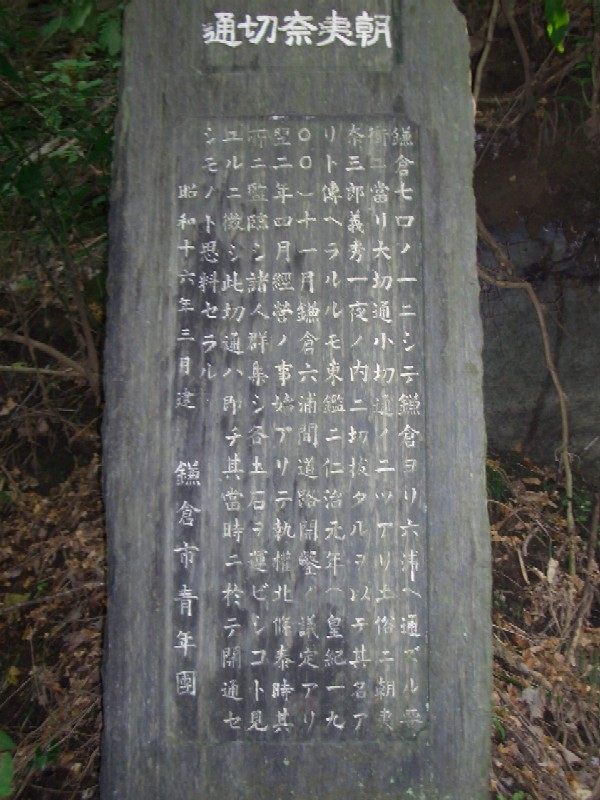
朝夷奈切通の案内石碑（2004年11月9日撮影）- 上の画像の滝のすぐ左手にある。
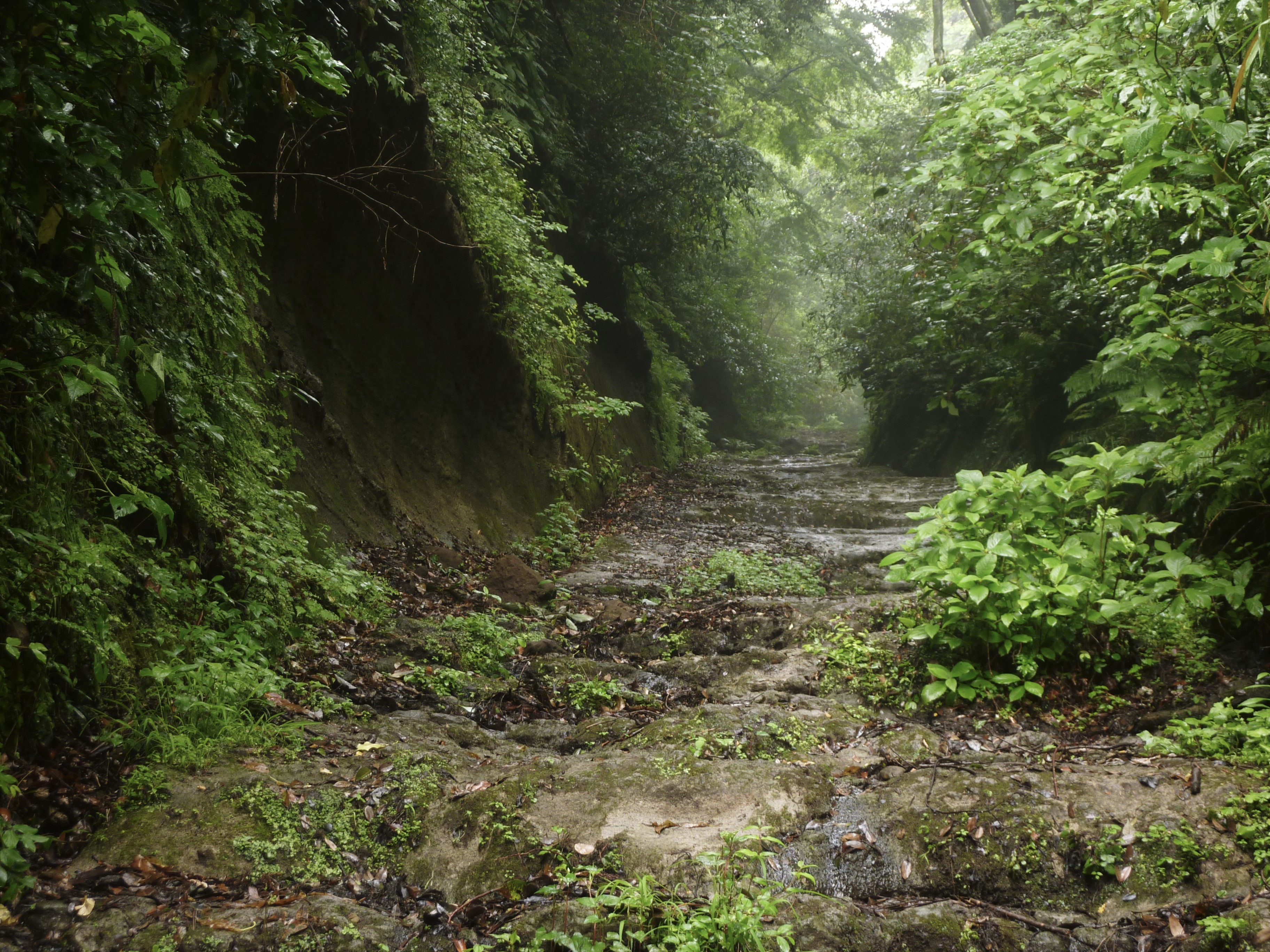
西側の中腹（2023年5月13日撮影）- 画面奥が金沢方面。
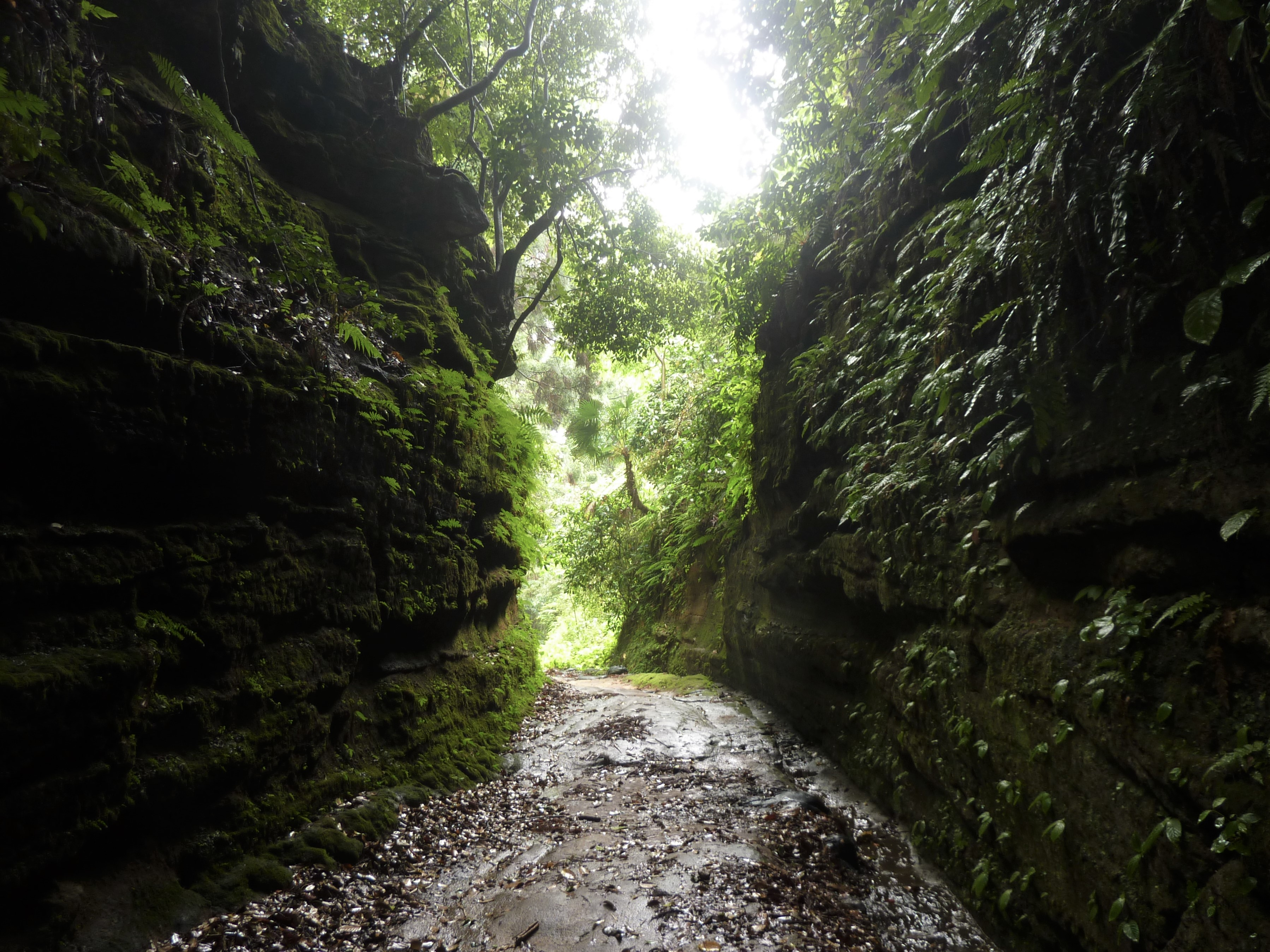
東側の中腹（2023年5月13日撮影）- 画面奥が鎌倉方面。

## 通行止め
2019年（令和元年）9月の大雨と、続く台風の影響で、通行止めとなったことがある。